# Даница (митологија)
Даница је народни назив и антропоним за планету Венеру која је присутна у митологији Словена.

## Етимологија назива
Име Даница долази од именице дан. У неким крајевима се могу пронаћи и друга имена, као што су:
- У српском, хрватском и бошњачком језику:
  - Зорњача, Јутарња звијезда, Јутреница, Јутрењица, Претходница, Преодница, Преходница, Пријеходница, Притходница, Приодница, Сјајница и Свитница[2];
- У македонском језику:
  - Деница, Зарја, Зора и Утринската Ѕвезда;
- У руском језику:
  - Денница, Зоряница, Утренница, Светлусса и Чигирь-звезда;
- У бугарском језику:
  - Зорник и Сабалската звезда;
- У пољском језику:
  - Jutrzenka;
- У бјелоруском језику:
  - Зараніца и Зарніца;
- У украјинском језику:
  - Денниця и Зірниця;
- У моравском језику:
  - Krasopani.

## У митологији и народним предањима
У митологији и народним предањима Даница је прва "звијезда" која се појављује на небу рано у јутро на истоку, која се може видјети и дању. Сматра се за вјесником зоре и почетка дана. Она отвара врата неба сваког јутра прије него што изађе Сунце. Према предањима, домаћин који пред свануће на Бадњи дан, изађе пред кућу и угледа Даницу, треба да каже: Сјајна Даница на исток, а јаки Бог на помоћ. У народним пјесмама Даница се означава као Сунчева или Мјесечева сестра, па понекад и као кћи Сунца. У једној народној пјесми означава и као жена Сунчева. У неким народним песмама се спомиње да Краљевић Марко назива Даницу својом посестримом.